# Marius Nica
Marius Nica, né le 27 novembre 1980, est un homme politique roumain, membre du Parti social-démocrate. Il est ministre roumain aux Fonds européens en 2015 puis ministre délégué aux Fonds européens de 2017 à 2018.
Le 19 janvier 2018, il annonce sa démission, effective le 22 janvier 2018.